# Lola & Virginia (serie televisiva)
Lola & Virginia è una sitcom prodotta da Imira Entertainment e da Brave Film, tratta dall'omonimo cartone animato creato da Myriam Ballesteros nel 2006 e trasmesso in più di cento paesi. La prima ed unica serie è in onda a partire dal 25 settembre 2011 su Rai 2, a partire dal 26 settembre 2011 e su Nickelodeon a partire dal 30 gennaio 2012. La regia è di Alessandro Celli.

## Trama
Narra di due ragazze in rivalità da sempre; Lola è una ragazza onesta, giusta, semplice e amante degli animali, mentre la sua nemica, Virginia, è la classica viziata che crede di ottenere sempre tutto. Il tutto, accade in una normalissima scuola (la Einstein High School). Virginia cerca in ogni modo di risultare migliore a tutti ma lo fa con disonestà, ma Lola, ragazza furba e assai intelligente, riesce sempre ad incastrarla e a rivelare a tutti la verità anche se a volte, lo fa a sue spese.

## Personaggi principali
- Lola - Laura Adriani

Lola ha 15 anni e vive con la madre, che lavora a tempo pieno in un supermercato, e le sue sorelline gemelle. È intelligente, tenace, spontanea e onesta. Lola odia le ingiustizie e si pone come missione quella di supportare qualsiasi causa ritenga giusta; tra i suoi amici, ha il ruolo di leader e combatte sempre in difesa dei più deboli. Ha uno scrapbook sul quale registra ogni evento della sua vita.
- Virginia - Anna Gümpel

Virginia ha 15 anni ed è ricca e viziata; i suoi genitori sono molto ricchi e la loro assenza è compensata dalle attenzioni del maggiordomo Albert. Il suo obiettivo principale è di diventare la numero uno in tutto: è una manipolatrice, superficiale e disposta a tutto, compreso pagare, per ottenere favori e raggiungere i suoi fini. È molto intelligente, ottiene buoni voti a scuola e la sua preoccupazione principale è quella di impressionare chiunque le stia intorno. Ha scelto Bea come la sua "schiava personale", ma non ha una vera amica.
- Haidè - Barbara Jimenez

Haidè è la migliore amica di Lola ed è da sempre interessata al mondo mistico: per questo, ha una grande confidenza con magia, amuleti e oroscopi. I consigli che dà a Lola sono sempre basati sulle sue credenze magiche e mistiche; crede fermamente che le stelle possano influenzare la sua vita sentimentale.
- Bea - Giada Arena

Bea è una persona solitaria, con pochissimi amici, ed è molto brava a scuola. Le piace spiare gli altri studenti e poi spettegolare su di loro. Proprio per questo diventa la “migliore amica” di Virginia – in pratica è la sua ombra – ed è sfruttata da lei in più occasioni; Bea cerca di imitarla ed emularla, ma con scarso successo. 
- Hugo - Valentino Campitelli

Hugo ha una grande passione per il cibo ed ha la nomea di chi si lava poco. Nonostante i molti difetti, ha una grande fiducia in se stesso e non perde occasione di avvicinarsi all'altro sesso.
Durante il corso della serie, la sua personalità mostrerà aspetti inediti.
- Poppy - Giulia Bertini

Poppy è una delle migliori amiche di Lola, l'unica dal look dark. Ha una grande passione per la musica rock (suona in una band con Bea, Chuck e Yin) ed i film horror. All'apparenza scontrosa, è molto pratica e diretta, sorride raramente ed ha una lingua molto tagliente.
- Chuck - Fabiano Cutigni

Chuck è il vero “amicone” di tutti. Ha una personalità molto dolce ed a volte è un po' goffo. È estremamente creativo, ama i fumetti ed i graffiti e si diverte a disegnare caricature dei suoi 
amici. È sempre con Lola, per la quale ha una cotta non troppo nascosta.
- Lucas - Daniele Rienzo

Per Lucas, i soldi sono tutto: dal suo punto di vista avere successo equivale a fare una 
montagna di denaro. È molto intelligente, ma non aiuta mai i suoi compagni di classe senza ricevere qualcosa in cambio; per lui ogni cosa ha un prezzo. Non ha veri amici ma gravita attorno a chiunque pensa possa essergli utile. 
- Charlie - Jan Tarnovskiy

Charlie ha un'aria misteriosa e per questo molte ragazze lo trovano affascinante; è fisicamente molto carino ma non sembra esserne consapevole. La sua più grande passione è lo skateboard ed è oggetto di contesa tra Lola e Virginia.
- Yin e Yang - Jerome Aliasas e Dennie Delfin

Yin e Yang sono gemelli, nonché i geni della scuola. Trascorrono tutto il loro tempo a inventare nuovi strumenti ed al centro della loro esistenza ci sono la matematica, la fisica e la chimica. Hanno una personalità abbastanza indecifrabile, ma sono ben inseriti nel contesto dell'Einstein High School.